# راکول (آیووا)
راکول (به انگلیسی: Rockwell) شهری در ایالت آیووا کشور ایالات متحده آمریکا است که جمعیت آن در سرشماری سال ۲۰۱۰ میلادی، ۱٬۰۳۹ نفر بوده‌است.